# Calycobolus mortehanii
Calycobolus mortehanii är en vindeväxtart som först beskrevs av De Wild., och fick sitt nu gällande namn av Hermann Heino Heine. Calycobolus mortehanii ingår i släktet Calycobolus och familjen vindeväxter. Inga underarter finns listade i Catalogue of Life.